# Sankt Vitus-katedralen
Sankt Vitus-katedralen er en romersk-katolsk kirke beliggende i Prag, Tjekkiet.
Katedralen blev indviet den 12. maj 1929. Den er 60 meter høj og er cirka 124 meter lang.
50°05′27″N 14°24′02″Ø / 50.0908°N 14.4006°Ø